# Third Eye Blind
Third Eye Blind (souvent abrégé 3EB) est un groupe de rock alternatif américain, originaire de San Francisco, en Californie. le duo composé de Stephan Jenkins et Kevin Cadogan signe le premier contrat du groupe avec la major Elektra Records en 1996, le mieux que puisse faire un groupe encore non signé à cette période. Le groupe publie son premier album, l'éponyme Third Eye Blind, en 1997, avec Jenkins (chant, guitare rythmique), Cadogan (guitare solo), Arion Salazar (basse), et Brad Hargreaves (batterie).
Le groupe trouve le succès à la fin des années 1990, grâce à Third Eye Blind et Blue qui seront certifiés six fois et une fois disque de platine aux États-Unis, respectivement.

## Biographie

### Débuts (1993–1996)
Third Eye Blind enregistre sa première démo en 1993. C'est lors de la sortie de leur deuxième maquette en 1995 que le groupe attire l'attention des labels importants, entre autres celui de Clive Davis, qui invite le groupe à faire une démonstration pour Arista Records à New York
En avril 1996, Jenkins défie Dave Massey, exécutif d'Epic Records de prendre le groupe à l'essai. Ils jouent alors un concert pour Oasis au San Francisco Civic Auditorium. Le groupe sera de nouveau invité à jouer et sera payé le double par le promoteur de concert. Jenkins produira la reprise de Bohemian Rhapsody (Queen) des Braids, qui attirera l'intérêt des labels.

### Album éponyme etBlue(1997-2000)
Le premier album de Third Eye Blind, album éponyme, sorti en 1997 connu un succès immédiat. On peut y trouver pas moins de cinq singles, Semi-Charmed Life, Graduate, Loosing a Whole Year, Jumper et How it's Going to Be. Le single Semi-Charmed Life atteint la quatrième position du Billboard Hot 100 et la première position du Hot Modern Rock Tracks, et ce pendant huit semaines. Le groupe joue aussi How it's Going to Be lors de l'émission Saturday Night Live. Grâce à la chanson, le groupe remporte un Billboard Music Award dans la catégorie de chanson rock. Cet album est le plus grand succès de Third Eye Blind vendu à six millions d'exemplaires rien qu'aux États-Unis. Le batteur Michael Urbano, du groupe Smash Mouth, contribue aussi à l'album en jouant de la batterie sur quatre chansons. C'est aussi durant cette période que le groupe assure la première partie de la tournée de U2 (Popmart Tour). De plus, on peut aussi entendre sur cet album la chanson Motorcycle Drive By qui, malgré peu de diffusions radio, connait un franc succès, particulièrement chez les fans du groupe.
En 1999, le groupe sort l'album Blue. Bien que n'étant pas aussi bien accueilli que le premier album, Il s'écoule à 150 000 d'exemplaires le premier mois et à deux millions d'exemplaires en tout. L'album compte quatre singles : Anything, Never Let You Go, Deep Inside of You, et 10 Days Late. Au début de l'année 2000, Kevin Cadogan quitte le groupe. Le 26 janvier 2000, le groupe annonce le renvoi de Kevin Cadogan après un concert au Festival du film de Sundance,,.

### Out of the VeinetSymphony of Decay(2001–2006)
Après avoir fini une tournée mondiale, le groupe décide de s'arrêter pour un temps, ne jouant, durant un an, que pour des associations de bienfaisance. En 2003 sort le troisième album du groupe, Out of the Vein, deux singles en sont extraits, Blinded et Chrystal Baller. Malgré de bonnes critiques, cet album est un échec commercial, avec seulement 500 000 exemplaires vendus dans le monde. Seul un clip est réalisé (pour la chanson Blinded) et la maison d'édition Elektra Records qui était en pleine fusion avec Atlantic Records ne fait que peu de promotion de l'album. Stephan Jenkins déclare « J'ai vraiment travaillé dur sur Out of the Vein… Elektra était en train d'imploser alors que l'on réalisait l'album, du coup on n'a pas fait de clip ni de campagne de promotion, mais pour l'instant cet album est celui des trois qui a reçu les meilleures critiques. »
En avril 2003, le groupe débute une nouvelle tournée nommée Within Arm's Reach (à portée de main) afin de faire la promotion de leur album de manière plus discrète et intime. Jenkins déclare que si la tournée s'appelait Within Arm's Reach, c'est parce que le public et le groupe se retrouvent vraiment proche l'un de l'autre, à portée de main. » Cet album sort juste après que Stephan Jenkins et l'actrice Charlize Theron se sont séparés. Lors d'un concert Jenkins affirme que la chanson Forget Myself est écrite pour elle[réf. nécessaire].

### Red StaretUrsa Major(2007–2010)
Pour l'anniversaire de la parution de leur premier album il y a dix ans, le groupe joue en concert au Fillmore Auditorium le 13 et 14 mars 2007. Les performances furent filmées et diffusées sur HDnet. Jenkins annonce aussi la parution en 2008 d'un album live. D'avril à novembre 2007, Third Eye Blind partit en tournée à travers les États-Unis, accompagné d'autres groupes des années 1990 comme Counting Crows et Collective Soul durant l'été. Le groupe organisa une tournée d'automne durant laquelle il joua neuf concerts du 9 novembre (University of Maryland College Park dont les places s'écoulent en quelques heures) au 18 novembre (University of Rhode Island Ryan Center). Le groupe était aussi en concert durant l'hiver 2007. Plusieurs concerts sont enregistrés pour la possible constitution d'un futur album live.
Lors d'un concert le 13 avril 2008 à Southern New Hampshire University, Jenkins révèle qu'il avait enfin fini d'écrire les paroles et que le groupe retournerait le mois suivant en studio afin de commencer l'enregistrement de l'album. Les fans qui ont assisté à des concerts ont pu entendre une partie de ces nouvelles chansons telles que Carnival Barker et Persephone. Vers la fin du mois de septembre 2008, La chanson Non Dairy Creamer est sortie en 6 pistes individuelles (chant, cœur, batterie, basse, guitare et violon) afin de créer un concours pour les fans. Le but était de créer un remix de la chanson. Le 16 octobre 2008, alors que le concours prenait fin, une autre chanson pouvait être remixée, Don't Believe a Word, selon les mêmes modalités. À la fin, le groupe devait choisir leur version préférée de chaque chanson remixée. Les gagnants auront alors l'occasion de se produire en public au côté du Third Eye Blind, et verront leur chanson remixée sortir sur un album accompagnant la sortie de Ursa Major. Il est possible d'écouter sur le Myspace du groupe l'album complet. En effet, à la suite de fuites juste avant la sortie officielle, le groupe décide de le diffuser de cette manière afin d'éviter les copies pirates de mauvaise qualité portant atteinte à l'intégrité de l'album.
Ursa Major est le quatrième album du groupe, sorti le 18 août 2009. Les concerts précédant la sortie de l'album permettent de découvrir de nombreuses nouvelles chansons sur lesquelles le groupe travaillait. Stephans Jenkins a révélé que cet album serait « plus engagé politiquement » que les précédents. Il ajouta aussi que s'il a mis tant de temps à finir cet album (il était déjà annoncé en 2007), c'est parce qu'il a eu du mal à écrire les paroles.

### DopamineetWe Are Drugs(depuis 2011)

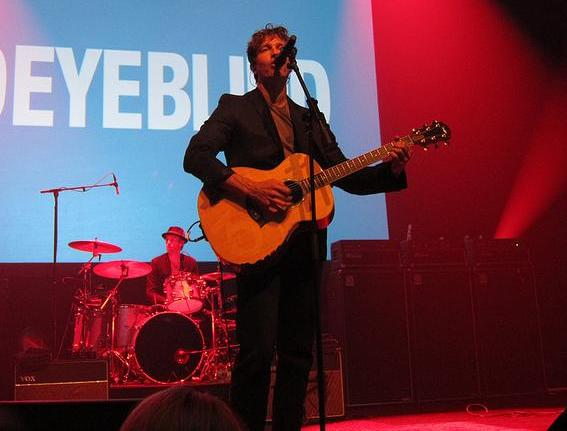
Third Eye Blind en 2012.

Le groupe continue de tourner en 2011, le groupe publie un seul album en novembre, et une chanson, If There Ever Was a Time, en soutien au mouvement Occupy Wall Street. À la fin 2012, Jenkins annonce un cinquième studio album, avec des singles ou EP à suivre. En mai 2015, ils annoncent le titre de l'album, Dopamine qui est publié le 16 juin 2015. Le premier single s'intitule Everything is Easy et le second, Get Me Out of Here.
En mars 2016, Jenkins annonce un nouvel EP en 2016. Intitulé We Are Drugs, l'EP est publié le 7 octobre 2016.

## Membres

### Membres actuels
- Stephan Jenkins – chant, guitare (depuis 1993)
- Brad Hargreaves - batterie (depuis 1995)
- Kryz Reid – guitare solo, chœurs (depuis 2010)
- Alex Kopp – claviers, piano (depuis 2011)
- Alex LeCavalier – basse (depuis 2013)

### Anciens membres
- Kevin Cadogan – guitare solo, chœurs, claviers (1993–2000)
- Jason Slater – guitare basse, chœurs (1993–1994)
- Adrian Burley – batterie, percussions (1993–1994)
- Michael Urbano – batterie, percussions (1994–1995)
- Arion Salazar – basse, chœurs, guitare, piano (1994–2006)
- Steve Bowman – batterie, percussions (1994)
- Tim « Curveball » Wright – batterie, percussions (1994)
- Tony Fredianelli – guitare solo, chœurs, claviers (2000–2010)

## Discographie

### Albums studio
- 1997 : Third Eye Blind
- 1999 : Blue
- 2003 : Out of the Vein
- 2009 : Ursa Major
- 2015 : Dopamine
- 2019 : Screamer
- 2021 : Our Bande Apart

### Compilation
- 2006 : A Collection
- 2022 : Unplugged